# تپه‌های اطراف شهرسوخته
تپه‌های اطراف شهرسوخته مربوط به دوران پیش از تاریخ ایران باستان است و در ۵۵ کیلومتری جاده زابل به زاهدان، محدوده شهر سوخته واقع شده و این اثر در تاریخ ۱ اردیبهشت ۱۳۴۵ با شمارهٔ ثبت ۵۴۳ به‌عنوان یکی از آثار ملی ایران به ثبت رسیده است.